# Epiblastus merrillii
Lan dạ bích Philippines (danh pháp hai phần: Epiblastus merrillii) là một loài thực vật có hoa trong họ Lan (Orchidaceae). Loài này được L.O.Williams mô tả khoa học đầu tiên năm 1940.